# Visual SourceSafe
Visual SourceSafe (VSS) is een softwarepakket van Microsoft voor versiebeheer van onder meer broncode. De eerste versie verscheen in 1994 en het werd beëindigd in oktober 2005.

## Beschrijving
Visual SourceSafe maakt een virtuele bibliotheek aan van computerbestanden om zo versiebeheer mogelijk te maken. Het werd het meest gebruikt voor broncode van software, maar andere typen bestanden zijn ook mogelijk.
SourceSafe werd oorspronkelijk ontwikkeld door One Tree Software, dat in 1994 werd opgekocht door Microsoft. De laatste versie van Visual SourceSafe verscheen in november 2005, waarbij de ondersteuning werd beëindigd op 10 juli 2012.

## Kritiek
Visual SourceSafe werd bekritiseerd omdat het een directe manier gebruikt voor het benaderen van bestanden door de clients. Als een computer crasht tijdens het bijwerken van bestanden, dan kunnen deze beschadigd raken. Ook vroege versies van VSS bleken instabiel te zijn bij het opslaan van grote hoeveelheden niet-textuele data, zoals afbeeldingen en uitvoerbare bestanden.
Binnen Microsoft werd VSS niet tot nauwelijks gebruikt, in plaats hiervan gebruikte men SourceDepot. In latere projecten werd versiebeheer gedaan met Team Foundation Server.

## Versies
| Versie | Datum             |
| ------ | ----------------- |
| 3.1    | 14 februari 1995  |
| 4.0    | 12 september 1995 |
| 5.0    | 7 oktober 1996    |
| 6.0    | 3 juni 1998       |
| 2005   | oktober 2005      |